# Hassium
Le hassium (symbole Hs) est l'élément chimique de numéro atomique 108. Il a été synthétisé pour la première fois en 1984 par la réaction 208Pb (58Fe, n) 265Hs au Gesellschaft für Schwerionenforschung (GSI) de Darmstadt, en Allemagne. L'IUPAC avait proposé en 1994 de le nommer hahnium (Hn) en hommage à Otto Hahn, mais la proposition initiale de l'équipe du GSI a finalement prévalu, et cet élément reçut son nom définitif en 1997, en référence au nom latin du Land de Hesse, où se trouve Darmstadt.
Il s'agit d'un transactinide très radioactif, dont l'isotope connu le plus stable, le 270Hs, a une période radioactive d'environ 22 s. Situé sous l'osmium dans le tableau périodique des éléments, il fait partie du bloc d et présente les propriétés chimiques d'un métal de transition.

## Histoire
La synthèse de l'élément 108 a été tentée dès 1978 par un groupe de recherche soviétique mené par Iouri Oganessian et Vladimir Utyonkov à l'Institut unifié de recherches nucléaires
(Joint Institute for Nuclear Research, JINR) à Doubna. La synthèse visait la production du hassium 270 et du hassium 264. Les données sont cependant insuffisantes et l'équipe réalise une nouvelle tentative cinq ans plus tard, aboutissant à la production de ces deux isotopes et du hassium 263. La synthèse du hassium 264 est reproduite et confirmée en 1984. La synthèse du hassium est également revendiquée en 1984 par un groupe allemand conduit par Peter Armbruster et Gottfried Münzenberg du Centre de recherche sur les ions lourds (Gesellschaft für Schwerionenforschung, GSI) à Darmstadt. L'équipe a bombardé une cible de plomb 208 avec des noyaux accélérés de fer 58, produisant trois atomes d’hassium 265.
La découverte du hassium étant revendiquée par les deux groupes, l'attribution de cette dernière a été l'objet d'une controverse dans le cadre de la guerre des transfermiens. Le Transfermium Working Group (TWG) reconnait le groupe de chercheurs du GSI comme découvreurs dans le rapport de 1992, considérant les données obtenues à Darmstadt plus précises mais ne rejetant pas la synthèse de l'élément 108 à Doubna,. Par conséquent, le nom de l'élément 108 est proposé par les découvreurs reconnus du GSI : le groupe propose hassium en 1992, du nom latin (Hassia) de la Hesse où le GSI est localisé,. En 1979, l'IUPAC avait recommandé l'usage d'unniloctium (de symbole Uno) pour l'élément 108 jusqu'à découverte et confirmation de l'élément considéré, dans le cadre de la dénomination systématique. L'utilisation de la dénomination systématique ne s'est néanmoins pas largement répandue parmi les scientifiques du domaine, qui faisaient référence à l'élément 108, de symbole (108) ou même 108, ou utilisaient le nom proposé (et non accepté) hassium.
En 1994, l'Union internationale de chimie pure et appliquée (UICPA) recommande que l'élément 108 soit nommé hahnium (de symbole Hn) d'après Otto Hahn (après avoir également considérée ottohahnium de symbole Oh) et ainsi que les éléments nommés d'après Hahn et Lise Meitner (meitnérium) se suivent dans la classification périodique, honorant leur découverte conjointe de la fission nucléaire, en dépit de la convention suivant laquelle le découvreur devrait disposer du droit de nommer l'élément qu'il a découvert. Après des protestations du GSI et de l'American Chemical Society, l'UICPA adopte finalement hassium (de symbole Hs) pour l'élément 108, en 1997,.

## Isotopes
Douze radioisotopes sont connus, de 263Hs à 277Hs, ainsi que quatre isomères (dont deux non confirmés). L'isotope à la plus grande durée de vie connue est 270Hs.

### Hassium 270
Le hassium 270 a été synthétisé pour la première fois, début 2007 par une équipe internationale sous la direction de chimistes de l'Université Technique de Munich (Dr Alexander Yakushev, Chaire du Prof Türler à l'Institut de radiochimie) et du Centre de recherche sur les ions lourds de Darmstadt. La synthèse du hassium 270 a réussi en bombardant du curium 248 pendant plusieurs semaines avec des ions de magnésium 26.
Le hassium 270 comporte 162 neutrons ; sa période radioactive atteint trente secondes. Les résultats de l'expérience de synthèse sont publiés dans la revue Physical Review Letters.